# Elliott Nunatak
Elliott Nunatak är en nunatak i Antarktis. Den ligger i Västantarktis. Chile gör anspråk på området. Toppen på Elliott Nunatak är 2 165 meter över havet.
Terrängen runt Elliott Nunatak är platt åt nordost, men åt sydväst är den kuperad. Trakten är obefolkad. Det finns inga samhällen i närheten.